# Изаколь
Изако́ль (каз. Ызакөл) — село у складі Отирарського району Туркестанської області Казахстану. Входить до складу Коксарайського сільського округу.
Населення — 215 осіб (2021; 257 у 2009, 337 у 1999, 282 у 1989).